# 선거권

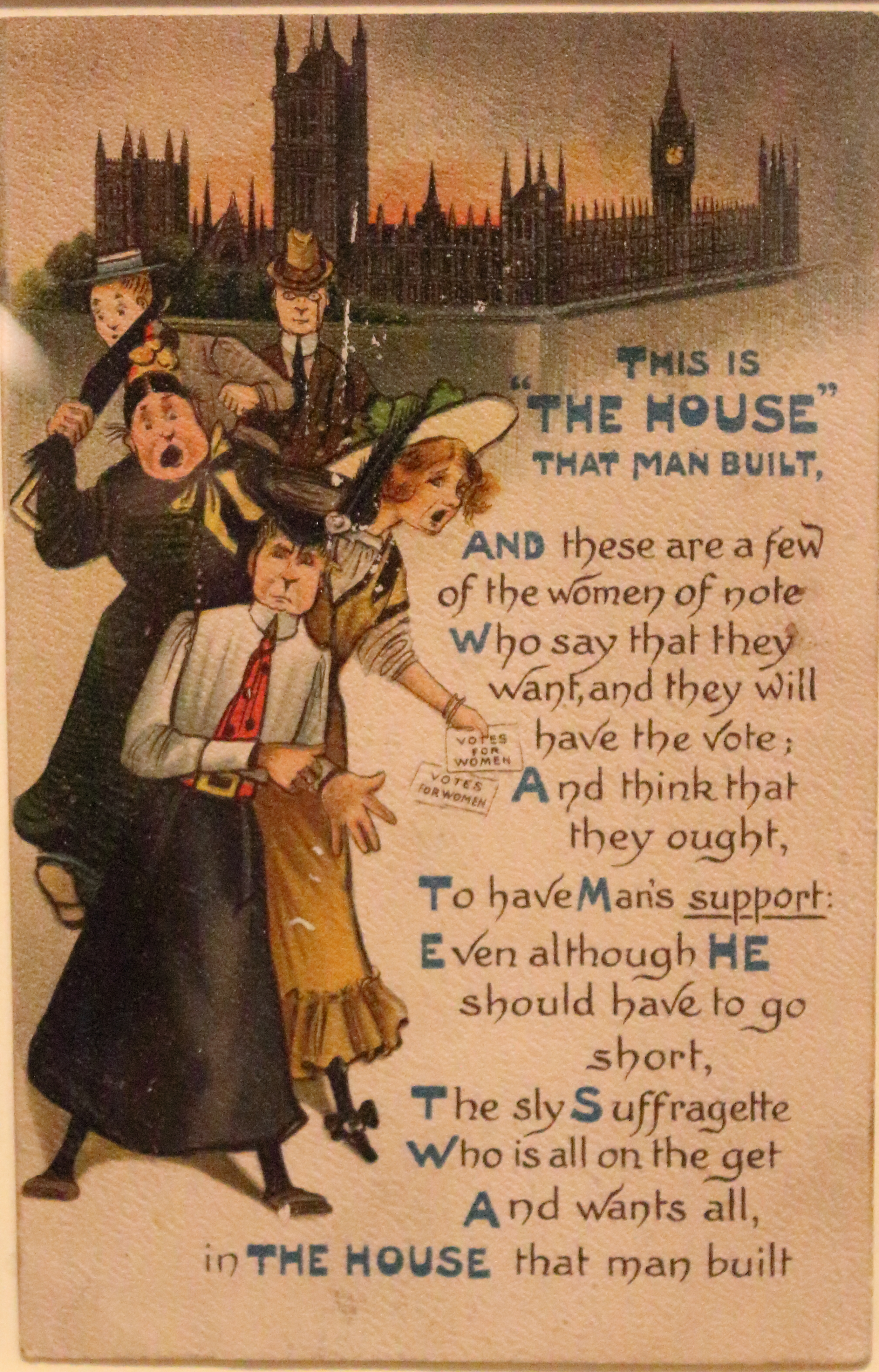
1908년부터 여성 참정권 엽서에 반대하는 영국 엽서. 그것은 의회 앞에 있는 참정권론자들의 노골적인 캐리커처와 '이것이 사람이 지은 집이다'라는 자막을 시와 함께 보여준다. 맨체스터의 인민역사박물관에 있다.

선거권(選擧權, 영어: suffrage, political franchise) 또는 투표권(投票權, 영어: right to vote)은 선거에서 투표를 할 권리를 말한다. 한편 선거 후보가 될 수 있는 권리는 피선거권이라고 한다.
선거권을 논할 때 선거는 보통 간접민주주의의 대표자를 선출하는 선거를 말하지만, 발안투표나 국민투표에도 동일한 선거권이 적용될 수 있다.
역사상 선거권자의 범위를 어디까지로 잡을 것이냐는 자신의 의견과 처지를 대변할 수 있는 대표를 뽑을 권리가 있는 사람의 범위와 같은 의미였기에, 평등의 측면에서 선거권을 확대시켜야 한다는 운동들이 지속적으로 일어나 실제로 선거권을 확대시켜 왔다. 이런 운동 중 가장 대표적인 것이 여성의 선거권 운동이다.

## 어원
선거권을 의미하는 말 서프레이지(suffrage)는 "정치적으로 지지하다" "투표하다"라는 뜻의 라틴어 수프라기움(suffragium)에서 유래했다. 이 라틴어의 어원이 무엇인지는 불확실하다.

## 유형

### 보통선거권
보통선거권(universal suffrage)은 성별, 인종, 사회 계층, 교육수준, 자산의 크기 등에 무관하게 모두가 선거할 수 있는 선거권이다. 그렇다고 세상 모든 사람에게 선거권이 주어지는 것은 아니고, 대개 시민권 보유 여부, 연령 등에 따라 선거권 부여 여부가 정해진다. 때때로 정신병력이나 범죄전과에 따라 선거권을 박탈하기도 한다.
18세기에 코르시카 공화국이 25세 이상의 모든 시민에게 제한적 보통선거권을 실시한 것을 최초라고 본다. 그 뒤 1871년 파리 코뮌과 1889년 프랑세빌 등지에서 다양한 선거법 실험이 있었다. 1840년 하와이 왕국은 헌법으로 모든 성인 남녀에게 보통선거권을 허용했다. 그러나 1893년 하와이 왕정이 쿠데타로 전복되면서, 현존하는 독립국들 중 여성에게 선거권을 최초로 준 나라는 뉴질랜드가 되었다.
보통선거권의 반대 개념은 제한선거권이다.

### 평등선거권
평등선거권(equal suffrage)은 때대로 보통선거권과 혼동되는 개념이다. 보통선거권이 선거를 할 수 있는 자격에 관한 것이라면, 평등선거권은 선거권자가 행사할 수 있는 투표의 수에 관한 것이다. 평등선거가 이루어진다면 소득이나 자산, 사회 지위에 무관하게 모든 사람이 같은 수의 표를 행사할 수 있어야 한다.
평등선거권의 반대 개념는 차등선거권이다.

### 여성선거권
여성선거권(women's suffrage)이란, 말 그대로 여자가 선거를 할 권리를 말한다. 이것은 미국과 영국의 여성선거권론자들이 달성하고자 한 목표였다.
1840년에 하와이 왕국이 여성에게 선거권을 허용했지만 1852년 멸망하면서 무의미해졌다. 이후 스웨덴, 영국, 미국 서부의 몇몇 주에서 1860년대에 일부 여성에게 제한적으로 선거권을 주었다. 그러다 1893년 영국 식민지였던 뉴질랜드가 자치국가로서 처음으로 모든 성인 여성에게 선거권을 부여했다. 1894년에는 사우스오스트레일리아에서 여성에게 선거권과 피선거권을 모두 부여했다. 한편 러시아 제국의 자치령이었던 핀란드 대공국은 1905년 혁명의 결과 이루어진 의회제도 개혁으로 1906년 여성에게 선거권과 피선거권이 모두 부여되었으며 이듬해 치루어진 첫 선거에서 약 10%에 해당하는 200석 중 19석의 여성 의원들이 당선되었다.

### 의무선거권
의무선거권은 선거가 권리를 넘어 법률에 의해 강제되는 의무가 되는 것이다. 현재 전세계적으로 32개국이 의무선거를 실시하고 있다.

## 판례

### 재외국민의 선거권 및 국민투표권 배제 사건
주민등록이 되어 있는지 여부에 따라서 선거인명부에 오를 자격을 결정하여 그에 따라 선거권 행사 여부가 결정되도록 함으로써 엄연히 대한민국의 국민임에도 불구하고 주민등록법상 주민등록을 할 수 없는 재외국민의 선거권 행사를 전면적으로 부정하고 있는 공직선거법 제37조 제1항은 어떠한 정당한 목적도 찾기 어려우므로 헌법 제37조 제2항에 위반하여 재외국민의 선거권과 평등권을 침해하고 보통선거원칙에도 위반된다.

### 수형자의 선거권 제한 사건
수형자의 선거권제한 사건은 공직선거법 제18조 제1항 제2호의 선거권 제한에 대해 위헌확인을 구하는 헌법소원심판에 관한 대한민국 헌법재판소의 결정례이다. 2014년 1월 28일 헌법재판소는 집행유예 중인 자에 대한 선거권 제한에 대해서는 위헌 결정을, 유기징역 또는 유기금고의 실형을 선고받은 자에 대한 선거권 제한에 대해서는 헌법불합치 결정을 내렸다.

헌법 제24조는 모든 국민은 '법률이 정하는 바에 의하여' 선거권을 가진다고 규정함으로써 법률유보의 형식을 취하고 있다. 하지만 이것은 국민의 선거권이 '법률이 정하는 바에 따라서만 인정될 수 있다'는 포괄적인 입법권의 유보 아래 있음을 뜻하는 것이 아니다. 이것은 국민의 기본권을 법률로 구체화하라는 뜻이며, 선거권을 법률을 통해 구체적으로 실현하라는 취지이다.
민주주의 국가에서 국민주권과 대의제 민주주의의 실현수단으로서 선거권이 갖는 이 같은 중요성으로 인해 입법자는 선거권을 최대한 보장하는 방법으로 입법을 하여야 한다. 선거권을 제한하는 입법은 헌법 제24조에 따라 곧바로 정당화될 수는 없고, 헌법 제37조 제2항의 규정에 따라 국가안전보장, 질서유지 또는 공공복리를 위하여 필요하고 불가피한 예외적인 경우에만 그 제한이 정당화될 수 있다. 범죄자에게 형벌의 내용으로 선거권을 제한하는 경우에도 선거권 제한 여부 및 적용범위의 타당성에 관하여 보통선거원칙에 입각한 선거권 보장과 그 제한의 관점에서 헌법 제37조 제2항에 따라 엄격한 비례심사를 해야 한다.
범죄의 경중을 전혀 고려하지 않고 수형자와 집행유예자 모두의 선거권을 제한하는 것은 침해의 최소성 원칙에 어긋난다. 집행유예자는 교정시설에 구금되지 않고 일반인과 동일한 사회생활을 하고 있으므로, 그들의 선거권을 제한해야 할 필요성이 크지 않다. 집행유예자와 수형자에 대하여 전면적, 획일적으로 선거권을 제한하는 것은 '중대한 범죄자에 대한 제재나 일반 시민의 법치주의에 대한 존중의식 제고' 등의 공익보다 이로 인하여 침해되는 '집행유예자와 수형자 개인의 사익 또는 민주적 선거제도의 공익적 가치'가 더 크다. 따라서 헌법 제37조 제2항을 위반하여 선거권을 침해한 것이다.

## 같이 보기
- 선거연령
- 투표